# 群北観光バス

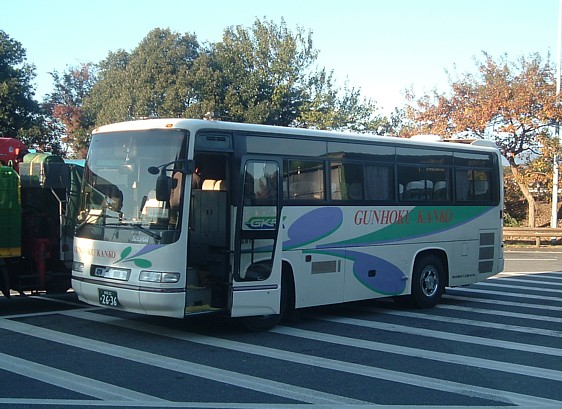
群北観光バスの車両

群北観光バス株式会社（ぐんほくかんこうバス）は、群馬県吾妻郡嬬恋村に本社を置く一般貸切事業者である。

## 本社・営業所
- 本社営業所1箇所のみ
- 所在地：群馬県吾妻郡嬬恋村大字大前775-13

## 沿革
- 1983年 - 群北運輸（ぐんほくうんゆ）株式会社とあさま観光自動車（旅行業、タクシー事業）の出資により設立される。

## 事業内容
- 一般貸切事業
- 周辺のホテルなど宿泊施設の送迎契約輸送

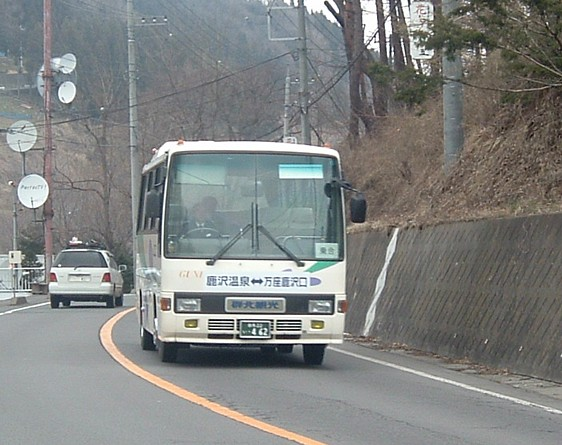
JRバス関東鹿沢線の代替で同社が運行していた「嬬恋村路線バス」

- 地元自治体の嬬恋村から受託による公立中小学校のスクールバス
- 通院、デイサービスセンター送迎などの福祉バス（嬬恋村）
- 2007年3月末日をもって廃止されたJRバス関東鹿沢線の代替運行（2007年4月1日から運行開始）を行っていたが、2008年4月1日からは他事業者による運行となった。

※嬬恋村からの受託でJR吾妻線万座・鹿沢口駅〜鹿沢温泉間で運行され、「嬬恋村路線バス」の名称。道路運送法21条に基づく運行であった。

## 車両

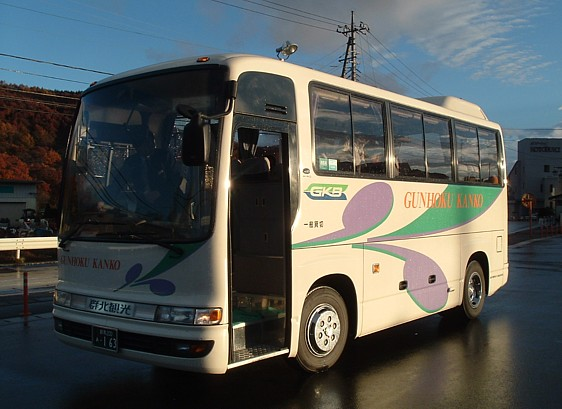
一般貸切で使われる日野メルファ

- 8両を保有し、小型車1台、中型車7台が在籍する
- 導入メーカーは、トヨタ（コースター）と日野自動車